# Wróblik Królewski
Wróblik Królewski – wieś w Polsce położona w województwie podkarpackim, w powiecie krośnieńskim, w gminie Rymanów.
W latach 1975–1998 miejscowość administracyjnie należała do województwa krośnieńskiego.

## Historia
Wieś założona w 1425 r., zwana Targowce, była własnością królewską, zarządzaną przez starostów sanockich. Mieszkała tu ludność ruska, zwana tu Łemkami lub Zamieszańcami. Była to enklawa osadnictwa łemkowskiego wśród wiosek polskich.
W połowie XIX wieku właścicielem posiadłości tabularnej Wróblik Królewski był Feliks Urbański.
W 1945 Łemkowie wyjechali do ZSRR, a wieś zasiedlili repatrianci ze wschodu i mieszkańcy okolicznych miejscowości. We wsi znajduje się murowany dwór wśród resztek parku całkowicie zniszczonego po wojnie.
15 lipca 1992 od wsi Wróblik Królewski odłączono osiedle Kotówka, włączając je do gminy Miejsce Piastowe.
W 2012 rozpoczęto budowę farmy wiatrowej zlokalizowanej na zachód od miejscowości, składającej się z 13 wiatraków o łącznej mocy 16 MW.

## Zabytki
- Kościół we Wróbliku Królewskim – dawna cerkiew greckokatolicka z 1888 r., od 1946 r. kościół rzymskokatolicki w parafii pw. Wniebowzięcia NMP należącej do dekanatu Rymanów[8]. Świątynia murowana przykryta 5 kopułami, ozdobiona figuralną polichromią wykonana przez Pawła i Feliksa Bogdańskich z Jaślisk. Na Murowanej dzwonnicy, jednolitej stylowo z architekturą cerkwi, malowidło wykonane współcześnie przez Józefa Balickiego z Wróblika Królewskiego. Obok współczesna dzwonnica z 3 dzwonami, największy z nich z 1824 roku. W roku 2007 wykonano generalny remont wnętrza kościoła oraz terenów bezpośrednio przyległych do świątyni.
- Dwór Wiktorów z poł. XIX w.

## Szlaki turystyczne

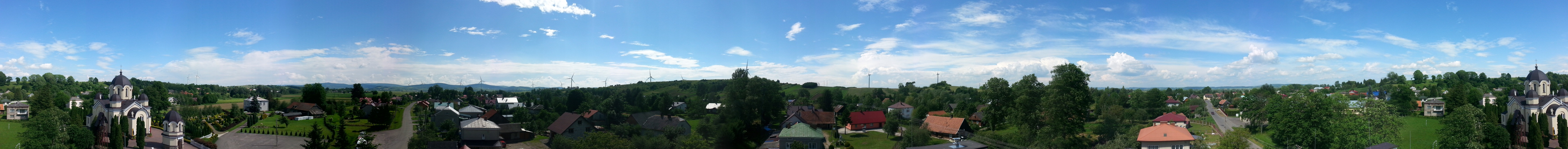
Wróblik Królewski Panorama

- Szlak doliną Wisłoka – 35 km. Pętla: Rymanów, Ladzin, Wróblik Królewski, Wróblik Szlachecki, Milcza, Bzianka, Besko, Mymoń, Sieniawa, Bartoszów, Rymanów.

## Osoby związane z Wróblikiem Królewskim
- Ignacy Bajewski (ur. 1844, zm. po 1864) – powstaniec styczniowy 1863–1864, uczestnik bitwy pod Kobylanką, Radziwiłłowem i Poryckiem, walczący w oddziałach Jana Czarneckiego, generała Antoniego Jeziorańskiego, pułkownika Franciszka Ksawerego Horodyńskiego oraz pułkownika Wojciecha Komorowskiego. Więzień austriacki, dzierżawca[9].
- Stefan Barna – nauczyciel, w 1933 mianowany kierownikiem 4-klasowej szkoły we wsi[10]